# Alibi pentru un prieten
Alibi pentru un prieten (titlul original: în franceză Mort d'un pourri) este un film thriller francez, realizat în 1977 de regizorul Georges Lautner, după romanul omonim al scriitorului Jean Laborde (ca Raf Vallet), protagoniști fiind actorii Alain Delon, Ornella Muti, Stéphane Audran, Maurice Ronet. 

## Conținut
Dis-de-dimineață, avocatul Xavier Maréchal este trezit de prietenul său deputatul Philippe Dubaye, care îl anunță că tocmai l-a ucis pe Serrano, colegul de la palatul Bourbon. Dubaye îi mărturisește că l-a ucis pe politician în biroul acestuia, pentru că l-a șantajat cu un dosar care conține niște acte compromițătoare și îl roagă pe Xav să-l ajute. În aceeași dimineață, Maréchal merge la locul crimei. Aici, comisarii Moreau și Pernais sunt nedumeriți deoarece Dubaye a avut un termen de întâlnire cu Serrano la momentul respectiv și îi pun la îndoială alibiul pe care Maréchal îl oferă pentru prietenului său, spunând că au cinat împreună.
Maréchal are îndoieli și îi cere lui Dubaye să-i spună adevărul deplin. Acesta îi indică locul unde se găsește dosarul, în apartamentul iubitei sale Valérie. Maréchal și Kébir, supraveghetorul parcării, pleacă cu mașina acestuia la apartamentul indicat, aflat în afara Parisului. O mașină mare, model american, îi urmărește și îi acroșează, răsturnând Simca lor. Nevătămat, Maréchal poate să fugă, dar urmăritorii îl ucid pe Kébir care era grav rănit. Maréchal ajunge la apartament și scăpând de urmăritori, poate duce fata și documentele în siguranță, încuind dosarul într-un fișet în gara RER din La Défense. Întocându-se la Dubaye, este lovit de cineva în cap și își pierde conștiința. Când Maréchal își revine, îl vede pe Dubaye zăcând mort lângă el. 
Fiind în posesia actelor, Maréchal primește oferte foarte tentante, atât de la politicianul Fondari, cât și de la colegul avocat, Lacor. Se pare că mulți sunt interesați de dosar, inclusiv un enigmatic străin pe nume Tomski, care nu se dau în lături de la crimă, așa cum deja s-a dovedit. Maréchal face cu ajutorul lui Valérie fotocopii ale actelor, pe care le ascunde la un vechi prieten. Ca mijloc de presiune, el publică în mod anonim unele detalii în ziare, care de asemenea acuză grav alți politicieni.
Drept urmare, sunt mai mulți răniți și morți, inclusiv văduva lui Dubaye, care ar fi sărit beată de la etajul 8. Și Maréchal este vizat, dar scapă ca prin urechile acului. Tomski îl invită la o partidă de vânătoare la Sologne, alături de protipendadă. În timpul vânătorii, Lacor este grav rănit de o încărcătură mare de alice, clasificată ca „accident”. După vânătoare Tomski încearcă să-l convingă să renunțe la iluziile sale morale despre justiție, insistând puternic pentru a recupera dosarul și oferindu-i două milioane de franci pentru el. Dar Maréchal rezistă tuturor presiunilor și amenințărilor chiar și de moarte, interesându-l un singur lucru, numele ucigașului prietenului său. 
Într-o noapte, îi ajută poliția atunci când sunt atacați de rafale de gloanțe, pe drumul spre casă. Maréchal și Pernais supraviețuiesc, dar Valérie moare. Pentru Maréchal, nu mai există nicio îndoială cu privire la cine este cu adevărat în spatele crimelor sau cine își dorește cu adevărat dosarele: brutalul parvenit Fondari și clica sa. Maréchal îl înfruntă și îl doboară rănindu-l la picior. De la el află că ucigașul este altcineva, genialul criminalist Moreau, care a luat contact cu lumea interlopă, să-i ajute pe aceștia cât și pe unii politicieni, în schimbul avansării sale. 
Cu ajutorul lui Pernais, Maréchal, îl atrage pe Moreau într-o capcană. Se întâlnește cu inspectorul la gară pentru a preda dosarul exploziv, pe care l-a depus acolo într-un fișet. Maréchal poartă la el în secret un aparat de înregistrare. Îl face pe Moreau care nu bănuia nimic, să facă o confesiune emfatică: polițistul devenit asasin dintr-o moralitate exagerată și vrea să-l câștige pe Maréchal de partea lui. Locul este înconjurată de poliție. Comisarul Pernais care asculta discuția lor, ridică volumul la maxim, astfel încât Moreau să audă la difuzoarele din gară că a fost desconspirat, provocându-l să scoată arma, dar Maréchal îl împușcă, iar dosarul ajunge la ministrul justiției.

## Distribuție
- Alain Delon – Xavier „Xav” Maréchal
- Ornella Muti – Valérie Agostinelli
- Stéphane Audran – Christiane Dubaye
- Mireille Darc – Françoise
- Maurice Ronet – Philippe Dubaye
- Michel Aumont – comisarul Moreau
- Jean Bouise – comisarul Pernais
- Daniel Ceccaldi – avocatul Lucien Lacor
- Julien Guiomar – Fondari
- Klaus Kinski – Nicolas Tomski
- François Chaumette – Lansac
- Xavier Depraz – Marcel
- Henri Virlogeux – Paul
- Colette Duval – secretara lui Serrano
- Carole Lange – fata de la vestiar
- Gérard Hérold – Dupaire
- Abder El Kebir – Kébir
- Charles Moulin – Serrano
- Roger Muni – domnul devalidat
- Claude Barichasse – spălătorul de gresie
- Émile Riandreys – angajatul de la morgă
- Jean Berger – Brumaire (nemenționat)
- Philippe Castelli – tutungiul
- Jean-Paul Denizon – (nemenționat)
- Sylvestre Warnia de Zarzecki – Simon (nemenționat)
- Arlette Emmery – operatorul (nemenționat)
- Henri Guybet – D.J.-ul (nemenționat)
- Maud Hacquard – (nemenționat)
- Armel Issartel – (nemenționat)
- Catherine Lachens – (nemenționat)
- Patrick Laplace – Étienne (nemenționat)
- Dominique Messali – secretara lui Xav
- Charles  Millot – asistentul lui Marcel (nemenționat)
- Jacques Pisias – (nemenționat)
- Michel Ruhl – (nemenționat)
- Yvan Tanguy – (nemenționat)

## Premii și nominalizări
- 1978 César : 
  - Nominalizare la Premiul César pentru cel mai bun actor pentru Alain Delon
  - Nominalizare la César pentru cel mai bun scenariu original sau adaptat pentru Michel Audiard